# Telebärchen
Das Telebärchen (auch: Berliner Telebärchen oder SFB-Telebärchen) war das Maskottchen des Senders Freies Berlin (SFB). Es wurde von 1959 bis 2003 als sogenannter Werbetrenner während der Werbeblocks im Vorabendprogramm eingesetzt.
Das Telebärchen gibt es in verschiedenen Versionen. Es begann 1959 mit einem zunächst schwarz-weißen, später farbigen Telebärchen, das z. B. in einem Spot vor der Tagesschau beim Turnen und Schlafengehen an der Mondsichel gezeigt wurde.
Zwischenzeitlich wurden die Telebärchen von zwei Pandabären dargestellt, die kurze Zeit später durch drei lilafarbene Telebärchen ausgetauscht wurden. 
Mit der Fusion des SFB mit dem Ostdeutschen Rundfunk Brandenburg zum rbb im Jahre 2003 wurden die Telebärchen nicht mehr produziert. 
Der Zeichner der Animationen ist Ernst J. Schienke.